# میلیسنت فاوست
میلیسنت فاوست (انگلیسی: Millicent Fawcett؛ ۱۱ ژوئن ۱۸۴۷ – ۵ اوت ۱۹۲۹) فمینیسم، سافراجت، رهبر فکری و سیاسی اتحادیه، اهل پادشاهی متحد بریتانیای کبیر و ایرلند بود. او به عنوان یکی از مدافعان حق رأی زنان شهرت داشت.
فاوست به عنوان یکی از مدافعان حق رأی زنان موضع میانه روانه ای داشت ولی در این راه خستگی ناپذیر بود. او بیشتر توانش را بر روی مبارزه برای گسترش فرصت‌های تحصیلی عالی زنان صرف کرد و در سال ۱۸۷۵ کالج نیوهام را در کمبریج تأسیس کرد. در سال ۱۸۹۷ به ریاست اتحادیه ملی انجمنهای مدافع حق رأی زنان NUWSS انتخاب شد و تا سال ۱۹۱۹ در همین منصب باقی ماند. در ژوئیه ۱۹۰۱ او به عنوان رئیس کمیسیون آفریقای جنوبی انگلستان منصوب شد تا شرایط موجود در اردوگاه‌های کار اجباری در آنجا را که در شروع جنگ بوئر دوم ایجاد شده بود، بررسی کند. گزارش‌های او گفته‌های امیلی هابهاوس فعال مخالف با اردوگاه‌های کار اجباری در مورد این اردوگاه را تأیید کرد.

## دوران جوانی

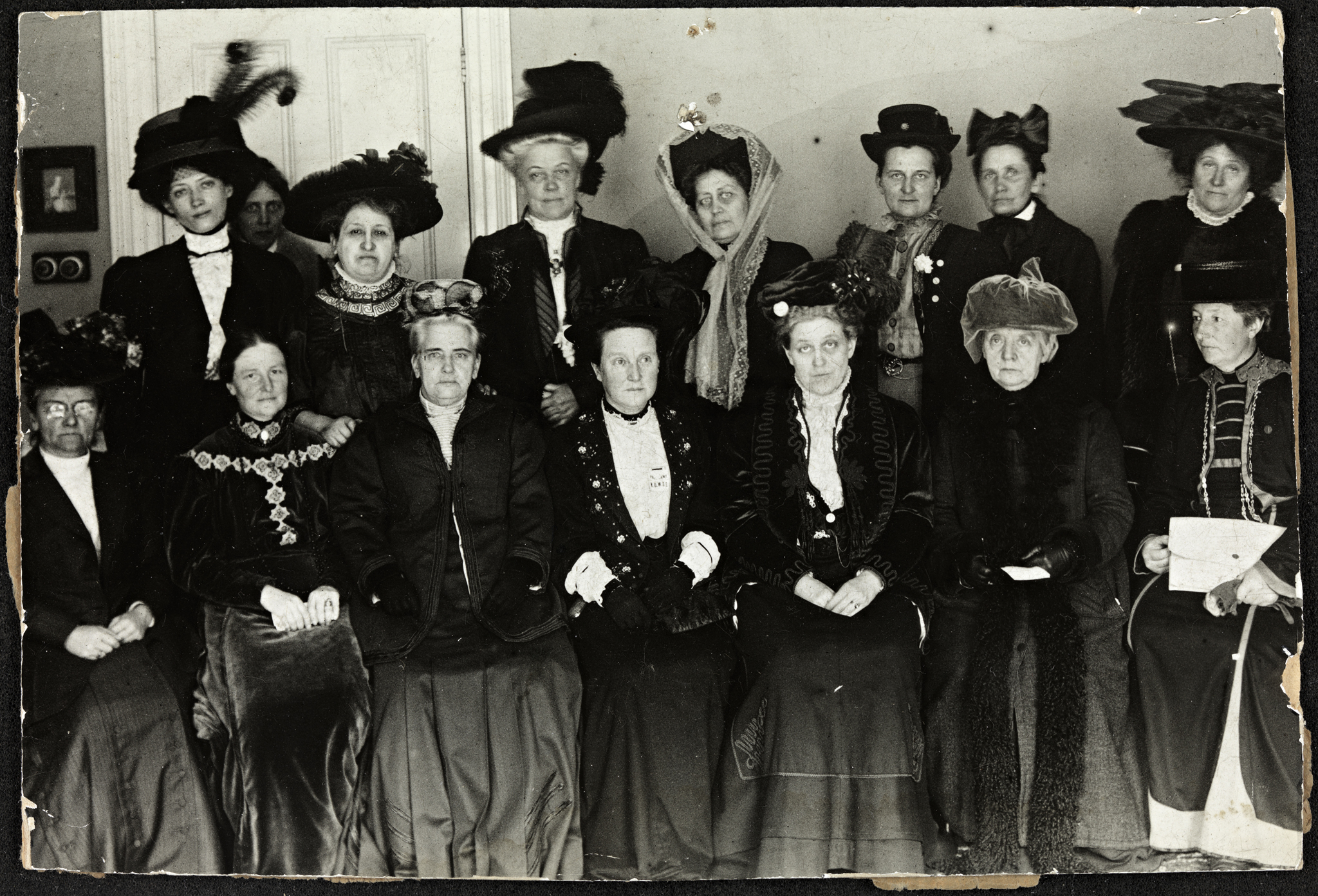
میلیسنت فاوست (شماره ۴ از سمت چپ، ردیف پایین) در یک کنگره اتحادیه فدراسیون، لندن ۱۹۰۹

میلیسنت فاوست در یازدهم ژوئن سال ۱۸۴۷ در ادلبورو انگلستان به دنیا آمد.
در سال ۱۸۵۸ هنگامی که دوازده ساله بود، با خواهرش الیزابت گرت اندرسون، اولین پزشک زن در بریتانیا برای تحصیل در یک مدرسه خصوصی به لندن رفت. خواهر او لوئیز او را به خطبه‌های فردریک دینسون موریس، یک کشیش مترقی و کمتر سنتی برد و دیدگاه‌های میلیسنت تحت تأثیر او قرار گرفت.

## افتخارات

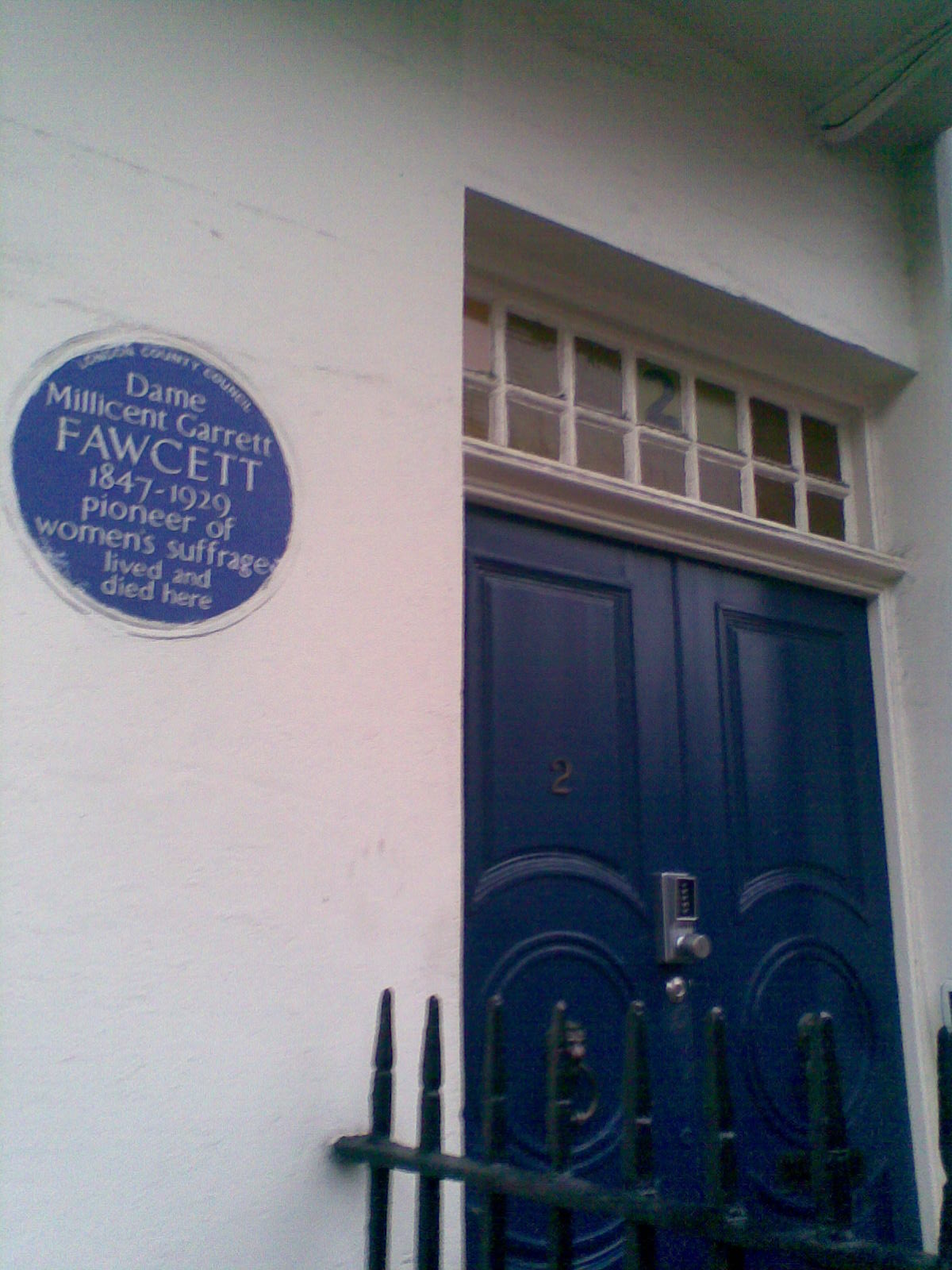
دروازه خانه میلیسنت فاوست در شماره ۲، Gower Street، لندن، با پلاک برجسته آبی

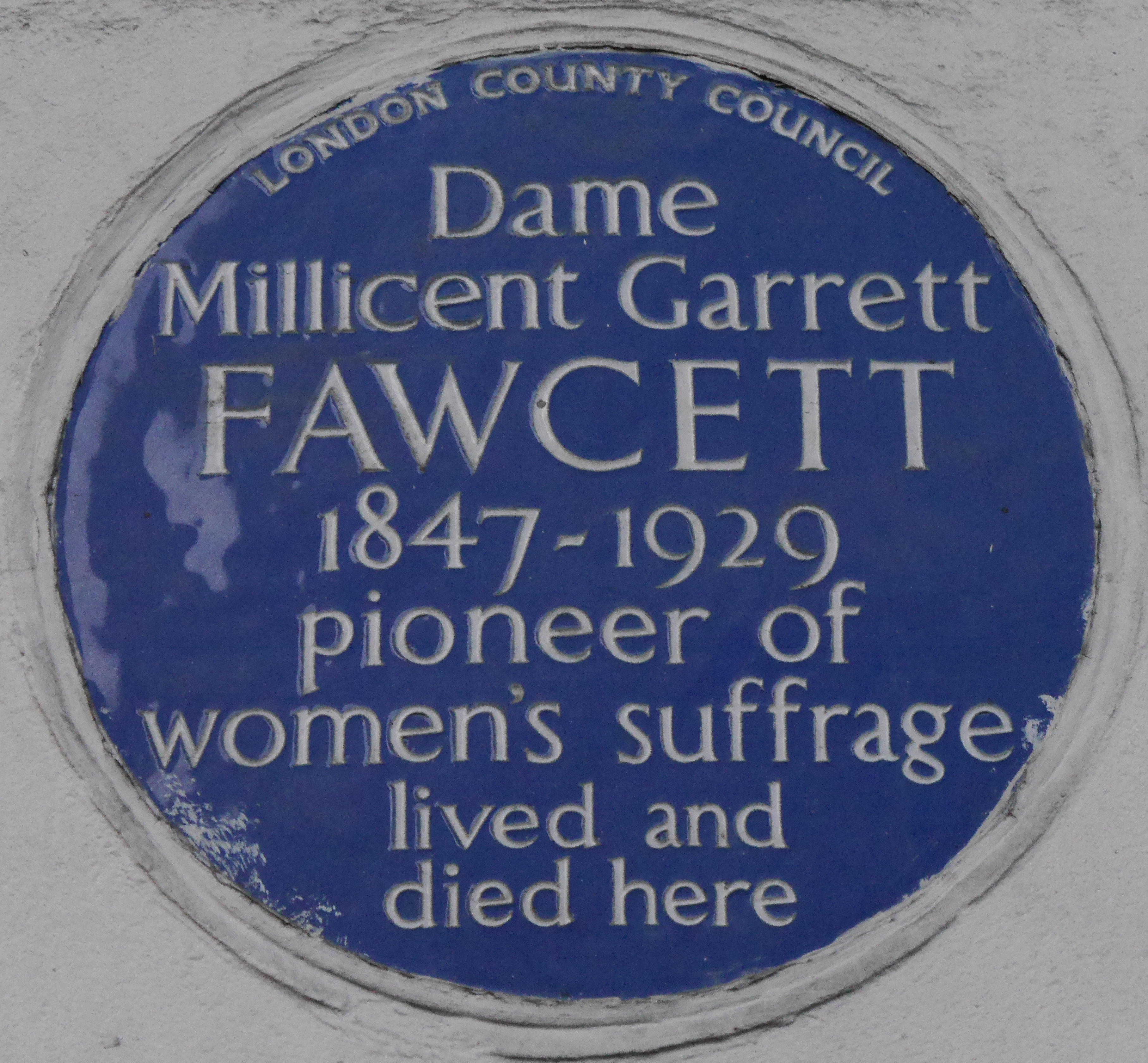
پلاک آبی، 2 Gower Street، لندن

فاوست در کسب حق رأی برای شش میلیون زن بریتانیایی بالای ۳۰ سال در سال ۱۹۱۸ نقشی محوری داشت.
در کتیبه یادبودی که به بنای هنری فاوست در وست مینستر در سال ۱۹۳۲ اضافه شده نوشته شده که او حق شهروندی را برای زنان به دست آورده‌است.
آرشیوی از اسناد مربوط به فاوست در بخش زنان کتابخانه دانشکده اقتصاد لندن، وجود دارد.
در صدمین سالگرد اصلاحات در قانون انتخابات مردم در سال ۱۹۱۸ (که به زنان بالای ۳۰ سال حق رأی اعطا می‌کند)، مجسمه میلیسنت فاوست در میدان پارلمان در لندن احداث شد. برای تأیید احداث مجسمه، که اولین مجسمه زن در میدان پارلمان لندن بود، بیش از ۸۴۰۰۰ نفر طوماری را امضا کردند.

## کارها
- 1870: Political Economy for Beginners. Full text online.
- 1872: Essays and Lectures on social and political subjects (written with Henry Fawcett). Full text online.
- 1872: Electoral Disabilities of Women: a lecture
- 1874: Tales in Political Economy. Full text online.
- 1875: Janet Doncaster, a novel.
- 1889: Some Eminent Women of our Times: short biographical sketches. Full text online.
- 1895: Life of Her Majesty, Queen Victoria. Full text online.
- 1901: Life of the Right Hon. Sir William Molesworth. Full text online.
- 1905: Five Famous French Women. Full text online.
- 1912: Women's Suffrage: a Short History of a Great Movement. ISBN 0-9542632-4-3. Full text online.
- 1920: The Women's Victory and After: Personal reminiscences, 1911–1918. Full text online.
- 1924: What I Remember (Pioneers of the Woman's Movement). ISBN 0-88355-261-2.
- 1927: Josephine Butler: her work and principles and their meaning for the twentieth century (written with Ethel M. Turner).
- ده‌ها دوجین مقالات مجلات نوبه ای از جمله زن انگلیسی، زن رهبر، مجله فریزر، مجله مرور ملی، مجله مک میلان، مجله علت مشترک، مرور دو هفتگی، قرن نوزدهم و مجله مرور معاصر.
- فاوسٍت مقدمه ای بر چاپ ۱۸۹۱ از کتاب مری ولستون‌کرافت در خصوص حقوق زنان نوشت، لیندال گوردون در رابطه با مقاله «اثرگذار» وی گفت که در آن فاوسٍت عنوان یک فیلسوف فمینیست در مورد نویسنده کتاب را دیگر کنار گذاشت و او را مادر بزرگ مبارزه انتخاباتی معرفی کرد.